# The Punisher (2004)
The Punisher ist ein US-amerikanischer Film von 2004, der auf einem Marvel-Comic namens The Punisher basiert. Der Stoff war bereits im Jahr 1989 (The Punisher) verfilmt worden und wurde unter dem Namen Punisher: War Zone im Jahr 2008 nochmal rebootet. Von 2017 bis 2019 erschien auf Netflix eine Serie (Marvel’s The Punisher).

## Handlung
Frank Castle arbeitet als verdeckter FBI-Ermittler bei der Polizei in Tampa. Seiner Familie wegen möchte er aber diesen gefährlichen Job aufgeben und sich nach London versetzen lassen.
Doch bei seinem letzten Einsatz geht etwas schief: Bei einem Waffendeal an den Docks, bei dem er als Dealer getarnt teilnimmt, wird Bobby Saint, der Sohn des mächtigen Unterweltbosses Howard Saint, erschossen. Dieser sinnt auf Rache. Er findet heraus, dass es sich bei dem Verantwortlichen für den Tod seines Sohnes in Wahrheit um Frank Castle handelt. Dieser befindet sich gerade auf einer Familienfeier in Puerto Rico. Auf Wunsch von Saints Gattin Livia soll nun nicht nur Castle, sondern auch seine ganze Familie ermordet werden. Saint schickt einen Trupp von Handlangern, unter denen sich auch sein zweiter Sohn Johnny befindet, nach Puerto Rico, um diesen Auftrag auszuführen.
Als die Killer, unter der Führung von Saints rechter Hand Quentin Glass, auf der idyllischen Familienfeier eintreffen, kommt es zu einem grausamen Massaker: Alle Verwandten von Frank Castle werden gnadenlos niedergeschossen. Nur diesem gelingt es, sich zu wehren und mehrere der Feinde auszuschalten. Seine Frau Maria und sein Sohn Will, die sich ebenfalls rechtzeitig verstecken konnten, versuchen nun, vor Saints Männern zu fliehen. Nach einer wilden Verfolgungsjagd werden sie jedoch auf einem Bootssteg eingeholt und von Johnny mit einem Geländewagen überfahren. Castle kommt zu spät und findet nur noch ihre Leichen vor. In blanker Wut stürzt er sich auf die Mörder, doch er wird angeschossen und überwältigt. Nachdem sie ihn noch verprügelt haben, entzünden Saints Leute den Bootssteg und lassen den schwer verwundeten Castle dort zurück. Er kommt bei der Explosion scheinbar ums Leben.
Doch in Wahrheit wurde er ins Meer geschleudert und überlebt. Am Strand wird er von einem einheimischen Fischer gefunden, der ihn wieder gesund pflegt. Castle kennt nun nur noch ein Ziel: Er will Howard Saint und seine Leute für den Mord an seiner Familie zur Rechenschaft ziehen. Er stattet sich mit dem Waffenarsenal seines toten Vaters aus und findet außerdem ein schwarzes Shirt mit einem großen Totenkopf wieder, welches sein Sohn ihm Tage zuvor geschenkt hatte.
Er kehrt nun mit seiner Ausrüstung nach Tampa zurück und zieht in ein schäbiges Mietshaus. Dort lernt er seine neuen Nachbarn kennen: Die hübsche, jedoch alkoholabhängige Kellnerin Joan, den Piercingträger Dave und den dicken Koch Bumpo. Alle drei sind wie er Außenseiter der Gesellschaft, und so freundet er sich nach und nach mit ihnen an.
Währenddessen beginnt er, seinen Rachefeldzug gegen Howard Saint und dessen Imperium einzufädeln. Er schnappt sich den Kleinganoven Micky Duka, der in Saints Diensten steht, und entlockt ihm mit einer „Eis-am-Stiel“-Folter die größten Schwachpunkte des Unterweltbosses: Seine Geschäfte, seine rechte Hand und Freund Quentin Glass und seine geliebte Frau Livia. Danach zwingt Castle Duka zur Zusammenarbeit.
Fortan beginnt Castle, Saints Geschäfte zu manipulieren und sein Geld zu vernichten. Dieser weiß nun, dass Castle überlebt hat und setzt den Gitarre spielenden Auftragskiller Harry Heck auf ihn an. Nach einer Autoverfolgungsjagd kann Castle Heck in letzter Sekunde mit einem modifizierten Springmesser töten.
Um Zwietracht zwischen Saint und seinen Vertrauten Glass zu säen, leitet Castle nun einen perfiden Plan ein. Er „borgt“ sich den Wagen von Livia für kurze Zeit aus und parkt ihn so auffallend falsch vor einem Hotel, dass er einen Strafzettel bekommt. Damit gibt es einen „Beweis“ für Livias Anwesenheit in diesem Hotel. Zur gleichen Zeit lockt Frank Quentin unter einem Vorwand in dasselbe Hotel.
Schließlich schafft er es, Saints Geschäfte ganz zu ruinieren und diesen bei seinen Geschäftspartnern unter Druck zu setzen. Außer sich vor Wut setzt Saint den nächsten Killer, den „Russen“, auf Castle an, nachdem er dessen Versteck ausfindig gemacht hat. Dort kommt es zum heftigen Kampf zwischen Castle und dem Russen, im Laufe dessen das Mietshaus ziemlich ramponiert wird. Es gelingt Castle schließlich, dem bärenstarken Russen einen Topf siedendes Fett ins Gesicht zu schütten und ihn eine Treppe hinunter zu werfen, wobei sich der Killer das Genick bricht. Doch zur selben Zeit trifft eine weitere Truppe von Saints Killern ein. Joan gelingt es noch, sich mit dem vom Nahkampf verletzten Castle zu verstecken. Saints Männer versuchen, aus Dave und Bumpo Informationen über Castles Verbleib herauszupressen. Doch diese bleiben tapfer und verraten ihren Freund nicht, trotz aller Schmerzen, die Quentin Dave durch Herausreißen seiner Piercings zufügt.
Nachdem Castle wieder bei Kräften ist, beschließt er, die Sache nun endgültig zu beenden. Er bricht in Quentins Haus ein und platziert dort einen Ohrring von Livia Saint. Außerdem lässt er seinen getarnten Gehilfen Micky Duka Andeutungen gegenüber Howard Saint machen, dass seine Frau und sein wichtigster Vertrauter eine heimliche Affäre miteinander haben könnten. Zumal Duka Saint einredet, an einem bestimmten Tag Glass in diesem Hotel gesehen zu haben, an dem ganz offensichtlich auch Livia dort war. Castles Plan geht auf, Saint wird misstrauisch. Tatsächlich durchsucht er nun Quentins Haus, findet den Ohrring und ist nun überzeugt davon, dass er betrogen wurde. Wütend bringt er beide um: Zuerst sticht er Quentin nieder, der in Wahrheit jedoch homosexuell war, und wirft seine Frau kurz danach von einer Brücke vor einen fahrenden Zug.
Danach lässt Saint in seinem Privatclub alle seine Männer versammeln, um ein Kopfgeld auf Castle auszusetzen. Doch dieser ist bereits vor dem Club in Stellung gegangen und macht sich bereit, ihn schwer bewaffnet zu stürmen. Die Wachen am Eingang und in der unteren Etage des Clubs schaltet er unauffällig mit seinem Bogen aus. Nachdem er eine Mine in einem Getränkekühler platziert hat, schickt er sie hoch zu Saint und seinen Leuten. Nach der Explosion der Mine geht er hinauf und schießt die überraschten und verwundeten Feinde einen nach dem anderen nieder. Saint kann jedoch in dem Durcheinander vorerst entkommen. Nach der Schießerei drückt Castle Saints zweitem Sohn eine seiner Minen in die Hand und aktiviert sie. Da dieser von einem Regal eingeklemmt ist und sich nicht mehr befreien kann, sieht man ihn mit der Mine in der Hand um sein Leben flehen. Der angeschlagene Saint versucht zu fliehen, wird jedoch vor dem Club von Castle gestellt. Als Castle zu Saint sagt, dass dieser ihm alles genommen hätte, und Saint antwortet, dass Castle für den Tod eines seiner Söhne verantwortlich sei, hört man im Hintergrund Johnny schreien, gefolgt von einer Explosion. Es folgt ein kurzer Schusswechsel, in dem Saint unterliegt. Castle offenbart dem am Boden liegenden Saint nun, dass er auf seinen Plan hereingefallen ist und seine Frau und seinen besten Freund völlig grundlos getötet hat. Dann bindet er Saint an die Stoßstange eines Autos und legt den Gang ein, sodass dieses Saint über den Parkplatz schleift, wo er an allen Autos Minen angebracht hat und diese nun explodieren lässt. Howard Saint lässt er in dem Flammeninferno umkommen. Man kann nun aus der Vogelperspektive erkennen, dass die brennenden Autos den Totenkopf seines Shirts formen.
Zuletzt kehrt er ins Mietshaus zurück und versucht dort, sich selbst zu töten. Doch als er an seine Frau Maria denken muss, erkennt er, dass ihm ein anderes Schicksal bestimmt ist. Er bedankt sich bei seinen Nachbarn für alles und hinterlässt ihnen, bevor er geht, Stapel mit Geld, welches er bei Howard Saint erbeutet hat.
In der letzten Szene sieht man Castle im Sonnenuntergang auf der Sunshine Skyway Bridge stehen. Er schwört sich, die Kriminellen zu bekämpfen und auszurotten. Er nennt sich nun The Punisher.

## Hintergrund
Das Budget des Filmes lag bei 33 Millionen US-Dollar. Insgesamt spielte der Film 115 Millionen US-Dollar ein, davon 55 Millionen an den Kinokassen, die restlichen durch den DVD-Verkauf.
Im eigentlichen Skript war neben dem Weeks-Plot und dem Anfang im Zweiten Golfkrieg die Figur des „Microchip“ enthalten. Da Regisseur Hensleigh die Figur jedoch nicht gefiel, wurde er wieder gestrichen. In Punisher: War Zone taucht die Figur des Microchip auf.
Im Film hält Frank Castle sich einen Parkplatz frei, indem er vor dem Wegfahren neben dem Parkplatz auf dem Gehsteig einen eigenen roten Hydranten hinstellt. Das Parken neben einem Hydranten ist in den USA verboten, also musste der Parkplatz leer bleiben. Hensleigh kannte jemanden, der sich so zwei Jahre lang in Manhattan Parkplätze frei hielt.
Wäre der Film nach dem Original-Skript gedreht worden, wäre er – ohne Kürzungen aufgrund des Budgets und aufgrund von Gewalt – 2 Stunden und 56 Minuten lang gewesen.
Die Gewehre, die Mickey und Bobby am Anfang des Filmes kaufen wollen, sind G36C-Sturmgewehre von Heckler & Koch.
Der Musiker Mark Collie spielt in einer Nebenrolle den Auftragskiller Harry Heck aus den Garth Ennis Comics.
Der Wrestler Kevin Nash spielt den als „Der Russe“ bekannten Auftragskiller. Beim Dreh verletzte Lane Nash versehentlich, als er ihm ein Messer in die Brust stieß, das irrtümlich für ein Requisitenmesser gehalten wurde.

### Schnittfassungen
Kurz vor dem anvisierten Kinostart kam es zu Problemen mit der FSK: „der Prüfungsausschuss versagte dem Film das Zertifikat ‘keine Jugendfreigabe’, wegen exzessiver Gewaltdarstellung und rechtsstaatlich bedenklicher Tendenzen bei menschenverachtender Grundhaltung“. Erst nach einer Kürzung von rund 90 Sekunden konnte der Film mit dem Zertifikat „keine Jugendfreigabe“ (entspricht dem früheren „FSK ab 18“) ins Kino gebracht werden. Allerdings lief zeitgleich eine englischsprachige Fassung in deutschen Kinos, die komplett ungekürzt war. Auf DVD erschien der Streifen dann allerdings uncut (gekennzeichnet als Extended Version), mit ca. 118 (PAL-) Minuten. Da die FSK dem ungekürzten Film ihre Freigabe verweigerte, bekam er ein SPIO/JK-Signet. Diese Extended-Version des Actionfilms wurde am 31. März 2005 auch erwartungsgemäß durch die BPjM indiziert. Der Verleih brachte dann im Jahr 2006 die geschnittene Kinofassung auf DVD heraus, die im Handel frei angeboten werden kann. Im August 2019 wurde der Film in der ungeschnittenen Fassung vom Index gestrichen und ab 18 freigegeben.
Im englischen Sprachraum gibt es über die deutsche Extended Version hinaus einen Extended Cut. Dieser ist insgesamt 144,5 Minuten lang. Der Extended Cut enthält einen kompletten Sub-Plot über den Polizisten Jimmy Weeks, der aus allen anderen Fassungen herausgeschnitten wurde. Als Bonusmaterial ist außerdem auf der DVD des Extended Cuts, das eigentlich im Skript vorhandene Intro, als animierte Fassung zu sehen.

## Deutsche Synchronfassung
Die deutsche Synchronbearbeitung entstand bei Hermes Synchron in Potsdam. Das Dialogbuch verfasste Elisabeth von Molo, die zugleich Synchronregie führte.
| Darsteller         | Deutscher Sprecher        | Rolle                     |
| ------------------ | ------------------------- | ------------------------- |
| Thomas Jane        | Thomas Nero Wolff         | Frank Castle/Der Punisher |
| John Travolta      | Thomas Danneberg          | Howard Saint              |
| Will Patton        | K. Dieter Klebsch         | Quentin Glass             |
| Rebecca Romijn     | Andrea Loewig             | Joan                      |
| Ben Foster         | Stefan Krause             | Dave                      |
| John Pinette       | Michael Iwannek           | Bumbo                     |
| Roy Scheider       | Jürgen Thormann           | Mr. Castle sen.           |
| Samantha Mathis    | Bianca Krahl              | Maria Castle              |
| Marco St. John     | Eberhard Prüter           | Chief Morris              |
| Mark Collie        | Jan Spitzer               | Harry Heck                |
| A. Russell Andrews | Thomas Petruo             | Jimmy Weeks               |
| Omar Avila         | Dennis Schmidt-Foß        | Joe Toro                  |
| James Carpinello   | Robin Kahnmeyer           | John Saint                |
| Laura Harring      | Arianne Borbach           | Livia Saint               |
| Eddie Jemison      | Gerald Schaale            | Mickey Duka               |
| Eduardo Yáñez      | Sebastian Christoph Jacob | Mike Toro                 |
| Marcus Johns       | Lucas Mertens             | Will Castle               |

## Kritiken
„[…] Bemerkenswert an dieser Comic-Verfilmung ist die Zeichnung der Figuren. Während sich im Superhelden-Genre die Charaktere klar in gut und böse katalogisieren lassen, gibt es hier durchaus Grautöne. So ist Ex-Cop Castle bei der Wahl seiner Mittel nicht weniger zimperlich als seine Gegenspieler und bewegt sich dabei nicht selten außerhalb der Legalität. Kaum denkbar, dass Peter Parker, Bruce Wayne oder Clark Kent so agieren würden. Zur erfrischenden Andersartigkeit dieser Comic-Verfilmung tragen auch seine Stars bei. Zwar spielt John Travolta den bösen Buben fast schon gelangweilt routiniert, mit der ungeschminkten Rebecca Romjin-Stamos und Thomas Jane (‚Deep Blue Sea‘) präsentieren sich aber zwei frische Gesichter, die man künftig gerne öfters sehen möchte. Fazit: Gelungene Comic-Verfilmung mit guten Stunts, einer überzeugenden Story und viel Humor.“

„Insgesamt scheitert ‚The Punisher‘ leider in zu vielen Punkten und platziert sich damit knapp unter das Mittelmaß. Auch wer nur Action erwartet, wird enttäuscht sein – denn hier hatte scheinbar niemand neue Ideen. Das Finale besteht im Großen und Ganzen daraus, dass der Punisher in einem Raum eine Mine platziert, nach der Explosion in den Raum stürmt und die nach und nach aufwachenden Gangster ziemlich unspektakulär erschießt. Vieles wirkt lächerlich, etwa der zielsicher im Bauch des Punisher versenkte Shotgun-Schuss aus einem halben Meter Entfernung, den die Kevlar-Weste wie selbstverständlich aufhält. Sowas lässt sich auch nur schwer in die Sparte ‚Na gut, Comicverfilmung‘ schreiben und lässt an der Menschlichkeit der Figur zweifeln, die doch gerade das Besondere am Punisher ist. Das alles ist umrahmt von einem unspektakulären bis nervigen Soundtrack, der vielleicht den Rock aus dem Abspann gebraucht hätte.“

„Real-Verfilmung eines Marvel-Comics aus den 1970er-Jahren, die allenfalls durch Brutalität und eine überaus zynische Grundhaltung auffällt. Bizarre Nebenfiguren und Anflüge von Ironie mildern den harten Film kaum ab, der offen mit einer sadistischen Selbstjustiz kokettiert.“

## Auszeichnungen
Der Film gewann bei den Taurus Awards 2005 den Preis in der Kategorie Bester Feuerstunt (Best Fire). Zudem erhielt er Nominierungen in den Kategorien Bester Fahrzeugstunt (Best Work With A Vehicle), Bester Stunt einer Frau (Best Overall Stunt By A Stunt Woman) sowie Bester Stuntkoordinator (Best Stunt Coordinator And/Or 2nd Unit Director).

## Fortsetzung
Im Jahr 2008 erschien eine Fortsetzung mit dem Titel Punisher: War Zone. Die Rolle des Punisher übernahm Ray Stevenson. Grund dafür war, dass Thomas Jane das Drehbuch nicht gefiel. Der Regisseur des ersten Teils Jonathan Hensleigh sprang ebenfalls wegen des schlechten Skripts und Budgetkürzungen ab. Der Film floppte in den USA und erschien in Deutschland deswegen gleich auf DVD und Blu-Ray.
2012 präsentierte Thomas Jane auf der San Diego Comic Con den selbstproduzierten 10-minütigen Kurzfilm The Punisher: Dirty Laundry, in dem er nach acht Jahren wieder in die Rolle des Antihelden schlüpft. Jane erklärte, er habe den Film produziert, weil er nach wie vor eine große Leidenschaft für die Figur des Punishers habe. Neben Thomas Jane ist unter anderem auch Ron Perlman in einer Nebenrolle zu sehen.